# Mešita v Tung-s’
Mešita v Tung-s’ (čínsky v českém přepisu Tung-s’ čching-čen-s’, pchin-jinem Dōngsì Qīngzhēns, znaky 东四清真寺) je mešita v historické oblasti Tung-s’, která leží v obvodě Tung-čcheng ve východní části historického centra Pekingu, hlavního města Čínské lidové republiky. Byla původně postavena pravděpodobně v roce 1356 během dynastie Jüan.
Mešita se skládá ze dvou bran, minaretu, modlitebny a knihovny. Modlitební sál může pojmout až 500 věřících. Na jižní straně dvora je pět křídlových sálů a na severní straně tři křídla. Architektonický styl mešity má vlastnosti dynastie Ming. Knihovna, která se nachází na jižní straně nádvoří, má různá vydání koránu.
Z hlediska dopravy je mešitě nejblíž stanice metra Tung-s’, která je přestupní mezi linkou 5 a linkou 6 pekingského metra.